# En alldeles svensk historia
En alldeles svensk historia – brottet som skakade självbilden (ursprungligen Sweden's Dark Soul – The Unravelling of a Utopia) är en reportagebok av Kajsa Norman.

## Innehåll
Boken tar avstamp i övergreppen under We Are Sthlm sommaren 2015, men handlar egentligen om hur uppgifterna vid tiden inte kom till allmänhetens kännedom. Först fem månader senare, efter övergreppen i Köln nyårsafton 2015, och efter att Dagens Nyheter hade kritiserat tysk media och polis för att ha tystat ned händelserna i Köln genom att inte omgående rapportera om dem, rapporterade media om övergreppen i Stockholm. Detta trots att polisen hade mottagit många anmälningar och Dagens Nyheter hade kontaktats av vittnen.
I en intervju 2019 kommenterade Norman att den uteblivna rapporteringen kan ha berott på att det, under migrationskrisen 2015, var komplicerat att beskriva att de misstänkta förövarna i huvudsak bedömdes vara ensamkommande flyktingbarn då det mediala narrativet främst var inriktat på att uppmuntra till solidaritet. Att ett offer även kan vara en förövare blev en för komplicerad berättelse i medielogiken och det blev därför lättare att inte rapportera alls.
Norman undersöker ett begrepp hon kallar "unimind", ett slags kollektivt medvetande. Norman menar att faktorer som Sveriges geografiska isolation, en utbredd konflikträdsla, stark konsensuskultur och en social homogenitet har bidragit till detta. Orsaken försöker hon spåra bakåt i historien, från Gustav Vasas tid fram till i dag.
I boken porträtterar Norman två personer. Den ena är Chang Frick på nättidningen Nyheter Idag som skrev om den uteblivna rapporteringen av övergreppen under We Are Sthlm. Norman ville undersöka vad det var som verkade göra Frick immun mot den sociala stigmatiseringen. Frick återger en händelse från när han gick i femte klass där eleverna i grupper ska skriva en handlingsplan mot mobbing och rasism, och där Frick utesluts av sina klasskamrater, som i andra sammanhang använder rasistiska tillmälen mot honom. Men när han ensam arbetar med projektet hör han kamraterna uttrycka stolthet att det inte förekommer mobbing på skolan. Händelsen exemplifierar en återkommande stötesten i Fricks liv där han menar att svenskar vidmakthåller ett moraliskt ställningstagande samtidigt som man aktivt bryter mot det och ibland utan att inse det. I en intervju beskrev Norman honom som en naturlig entreprenör som försöker fylla ett vakuum på marknaden.
Den andra personen som porträtteras, och som för Norman framstod som Fricks motsats, är en invandrad armenier som länge haft ett stort intresse för svensk kultur och som gjort allt han kan för att passa in i det svenska samhället, men som ändå har svårt att uppfatta de sociala koderna. Han studerade vid Lunds universitet och lärde sig felfri svenska, men efter åtta år i Sverige fick han avslag på sin ansökan om permanent uppehållstillstånd samma dag som han fick ett arbete som var relevant för sin utbildning.

## Produktion
Efter att Normans bok Bron över Blood River: afrikanderna i det nya Sydafrika släpptes 2015 kontaktades Norman av en afrikand som var missnöjd med hur Norman hade porträtterat hans folk. Han sade att "Sveriges främsta export är råd som ingen har efterfrågat" och menade att Norman borde granska sitt eget land.:16m3s
Norman sade om tystnaden efter övergreppen under We Are Sthlm att "Jag tror att det är något unikt svenskt. Jag kan inte komma på något annat land där man skulle kunna se en liknande utveckling, och jag tänkte att om jag kan förstå vad det här beror på då har jag också upptäckt en viktig pusselbit i [...] vad som kännetecknar det svenska.":22m20s
Norman kom i kontakt med Chang Frick efter ett seminarium, "Ljuger medierna?", under Almedalsveckan 2016. Seminariet handlade om invandringskritiska och alternativa sajter, där Frick var närvarande men inte hade fått medverka. Norman tyckte att det var anmärkningsvärt och att det stred mot god publicistisk sed i västvärlden; att prata om någon som närvarar och vill delta men ändå utestängs från medverkan.:28m
Hon arbetade i två år med boken och översatte den själv från engelska till svenska. Arbetet finansierades av Normans besparingar samt ett stipendium som hon fick efter Bron över Blood River.
När Norman hade bestämt sig för att skriva om Sverige fick hon flera varningar om att motståndare skulle vilja misskreditera både hennes budskap, men även henne.

## Utgivning och mottagande
Boken gavs ursprungligen ut på engelska i november 2018. Den fick stor uppmärksamhet, förstaupplagan sålde slut och boken recenserades i The Times, Financial Times och The Guardian, i recensioner som både gav boken beröm men även menade att den hade kunnat vara mer nyanserad. PD Smith skrev i The Guardian att "Den här kraftfulla boken genomsyras av en djup känsla av desillusionering. [...] Hon är tveklöst en skicklig skribent, men komplexiteten i frågorna hon väcker kräver ibland en mer nyanserad diskussion." Zac O'Yeah i The Hindu skrev att "Sveriges fläckfria image slits i stycken av en utvandrares bistra skildring."
Norman intervjuades i BBC Radio 4s Start the Week i december 2018 och i The Spectators podd Spectator Radio i januari 2019.
Trots de goda recensionerna internationellt, och den slutsålda förstaupplagan, var det i januari 2019 fortfarande tyst om boken i Sverige. Per Gudmundson skrev om den engelska utgåvan i Svenska Dagbladet att "I [Kajsa Normans] ögon är det samma skygglappsmoral som gjorde tvångssteriliseringarna möjliga, som gör att vi kan framhäva oss som världens mest jämställda land men blunda för den utbrytande sexualbrottsepidemin."
I Sverige ville först inget förlag ge ut boken, men efter att Norman intervjuats i Kvartal i januari 2019, gavs boken ut på Mondial. Boken fick då kritik bland annat i Helsingborgs Dagblad som skrev att boken "ekar av både den högerradikala rörelsens urberättelse om elitens åsiktsförtryck och gammal Moderatretorik om det sovande folket i DDR-Sverige" och i ETC som skrev att boken "innehåller precis samma överdrifter, sensationalism och glorifierande av extremhögern som hennes tidigare verk". Norman bemötte kritiken och skrev att "mäktiga spelare inom svensk media nedlåter sig till stigmatisering av budbärare i syfte att flytta fokus från de obekväma sanningar de avslöjar". Hon sade också att hon inte letade efter en syndabock, eller ville peka finger mot Dagens Nyheter eller någon enskild journalist, men istället "visa det som sitter i väggarna på det svenska samhället i stort".

### Intervjun iPolitik i bokhyllan
Norman intervjuades den 17 juni 2019 av Erik Fichtelius i ett direktsänt avsnitt av SVT:s program Politik i bokhyllan. Fichtelius ifrågasatte om Norman hade belägg för förövarnas etnicitet och Norman svarade att boken inte handlade om förövarnas etnicitet utan om den uteblivna mediarapporteringen om sexövergrepp vilka hon menade media borde ha kunnat rapportera om utan att nämna etnicitet. Fichtelius kritiserade att Norman använt anonyma uppgiftslämnare. Fichtelius ifrågasatte även att Norman hade gjort Chang Frick till huvudperson i boken. Norman svarade att "Oavsett vad man tycker om Chang Frick så borde man vara intresserad av hans historia [...] [Om] vi bara lyssnar på berättelser och åsikter vi redan delar, då kommer vi aldrig att förstå samhällsutvecklingen. Då kommer valet av [Donald Trump] eller Brexit alltid komma som en fullständig överraskning."
Då intervjun innehöll sakfel, till exempel Fichtelius påståenden att övergreppen under We Are Sthlm inte var belagda och att inget av dem blivit en rättssak, kom SVT senare att avpublicera intervjun och sända både rättelse och förtydligande.:6 Programmets ansvarige utgivare, Charlotta Friborg, sade om avpubliceringen att "Det fanns en glidning i frågorna som kunde tolkas som om övergreppen inte hade skett" och att "Ett dilemma är att när man ser helheten hos oss så ser den lite annorlunda ut än när man ser en ihopklippt version på andra ställen." Det 8 minuter 19 sekunder långa videoklipp som publicerades på plattformen YouTube den 18 juni 2019 var dock ett sammanhängande utdrag (hela andra halvan) från den ursprungliga intervjun.
Programmet fälldes i Granskningsnämnden för radio och TV. Nämnden menade att framställningen gav intrycket att det inte skulle ha skett några sexuella övergrepp alls och att intervjun därför var missvisande. Det beriktigande som sändes menade nämnden inte tillräckligt korrigerade felaktigheten och att programmet därför stred mot kravet på saklighet.

## Utgåvor
- 2018 –  (på engelska) Sweden's dark soul: the unravelling of a utopia. London: Hurst & Company. Libris 7hmqqx2m5hm2mg2z. ISBN 1787380092
  - 2019 –  En alldeles svensk historia: brottet som skakade självbilden. [Stockholm]: Mondial. Libris z7plchckw2nvvpn4. ISBN 9789188919250

## Fotnoter